# Whit Merrifield
Whitley David Merrifield (Florence, 24 gennaio 1989) è un giocatore di baseball statunitense, seconda base per i Toronto Blue Jays della Major League Baseball.

## Biografia
Merrifield si diplomò alla Davie County High School di Mocksville, Nord Carolina e frequentò la University of South Carolina di Columbia, prima di venire selezionato, nel nono turno del draft MLB 2010, dai Kansas City Royals.

## Carriera
Merrifield debuttò nella MLB il 18 maggio 2016, al Kauffman Stadium di Kansas City contro i Boston Red Sox, battendo la sua prima valida. Il 13 giugno colpì il suo primo fuoricampo.
Nel 2017 terminò la stagione regolare come capo classifica dell'American League in basi rubate.
Il 10 settembre 2018, è stato convocato per partecipare alla MLB Japan All-Star Series; e inoltre finì la stagione regolare come leader della MLB in basi rubate e valide.
Il 2 agosto 2022 è stato ingaggiato dai Toronto Blue Jays in cambio della cessione di due giocatori ai Kansas City Royals.

## Palmarès
- MLB All-Star: 2

2019, 2021
- Capoclassifica dell'AL in basi rubate: 3

2017, 2018, 2021
- Capoclassifica dell'AL in valide: 2

2018, 2019